# Candanchú (localidad)
Candanchú es la localidad asociada a la población residente en la urbanización de la estación de esquí de Candanchú, en la provincia de Huesca, en Aragón, España.  La localidad cuenta con 102 habitantes en 2021 y se encuentra dentro del municipio de Aísa, Aragón, dentro de un exclave municipal, conectado con el resto del Valle del Aragón por la carretera N-330.

## Situación
Candanchú se encuentra a 1.530 m en el valle del Aragón en pleno Pirineo. Este exclave limita al oeste, norte y este con Francia, en concreto con la comuna de Urdos, en el departamento de los Pirineos Atlánticos, al sudeste con el término municipal de Jaca, en la zona de Astún, y al sudoeste con el término municipal de Ansó.